# Спрут (лодка РИБ)
«Спрут» — пластиковая лодка РИБ. Изготавливается с 2002 года на петербургской фирме «Курс» по проекту Бориса Ершова.
Прототипом «Спрута» послужила жёсткая мотолодка «Омега».
Первый опытный экземпляр «Спрута» был представлен широкой публике в ходе V петербургской «Бот-шоу» в 2002 году.
Разработаны модификации: «Спрут-540», «Спрут-560», «Спрут-HCL».

### Спрут-540
Лодка «Спрут-540» предназначена в первую очередь для любителей охоты и рыбалки в осенне-весеннее время, когда и мокро, и холодно. В повседневной эксплуатации она не рассчитана на высокие скорости и мощный мотор.
В 2002 году команда журнала «Катера и Яхты» выступала на лодке «Спрут-540» в экстремальном марафоне «24 часа Санкт-Петербурга». Редакция разместила название лодки и её изображение на обложке своего журнала № 3 (181), 2002, а также опубликовала отчётную статью.
| Технические характеристики       | Показатели    |
| -------------------------------- | ------------- |
| Длина наибольшая, м              | 5,4           |
| Ширина наибольшая, м             | 2,20          |
| Длина жёсткого корпуса, м        | 5,0           |
| Ширина жёсткого корпуса, м       | 1,80          |
| Килеватость, град.               |               |
| На транце                        | 16            |
| На миделе                        | 28            |
| В носовой четверти               | 38            |
| Высота борта, м                  | 0,90          |
| Диаметр баллона, м               | 0,50          |
| Вес, кг                          | 260           |
| Пассажировместимость, чел.       | 6–8           |
| Грузоподъёмность, кг             | 1000          |
| Рекомендуемая мощность ПМ, л. с. | 50–90         |
| Материал корпуса                 | стеклопластик |

### Спрут-HLC
Новая модификация моторной лодки РИБ «Спрут HLC» разработана с учётом повышенных требований к комфорту на борту в дальних походах. Аббревиатура «HLC» добавила к имени базовой модели определения «люкс» и «комфорт».